# Linognathus fahrenholzi
Linognathus fahrenholzi – gatunek wszy należący do rodziny Linognathidae, pasożytujący na antylopach z rodziny krętorogich: Ridbok południowy (Redunca arundinum), Ridbok górski (Redunca fulvorufula), Bohor (Redunca redunca). Powoduje chorobę wszawicę.
Samiec długości 2,0 mm, samica 2,5 mm. Są silnie spłaszczone grzbietowo-brzusznie. Samica składa jaja zwane gnidami, które są mocowane specjalnym „cementem” u nasady włosa. Rozwój osobniczy trwa po wykluciu się z jaja około 14 dni.
Pasożytuje na skórze owłosionej głównie na powłokach brzusznych, głowie, szyi i okolicach nasady ogona. W przypadku silnego opadnięcia może występować na całym ciele. Występuje na terenie Afryki w Malawi, Mozambiku, RPA.